# Fer à dorer

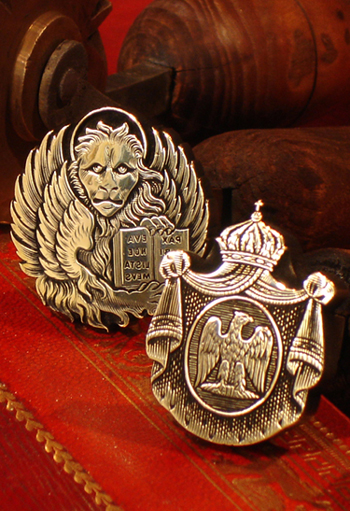
Détails de fers à dorer

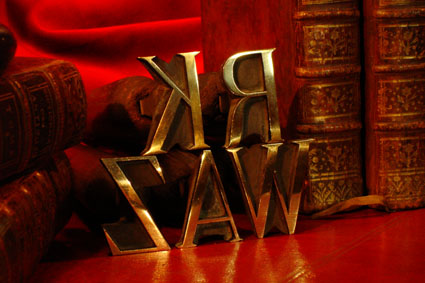
Lettre de fers à dorer

Le fer à dorer est un outil de dorure sur cuir qui est utilisé par le gainier-doreur et par le relieur-doreur.

## Histoire de cet outil
Le fer à dorer ou matrice d'empreinte à chaud, également nommé fer « à empreindre » ou « ampraintes » (car il n'y a pas encore l'ajout de la feuille d'or), apparaît vers le XIIe siècle, dans l’Europe du Moyen Âge.
Les fers à leur origine étaient tous gravés en creux. On nomme de nos jours ce style « monastique », car l'utilisation de cet outil est faite à l'époque par les moines relieurs vivant dans des monastères.
Il est également à préciser que le « fer » n'est pas, au début, une pièce de bronze ou de Laiton gravée, mais une plaque en bois (en buis ou poirier) qui était mise sous presse à froid avec détrempage du cuir. Puis ce furent des plaques en fer doux ou cuivre que l'on chauffait, avant d'en arriver vers le milieu du Moyen Âge à des fers sur tiges, en cuivre ou fer doux qui sont nommés poinçons. Les fers en bronze sont bien plus tardifs.
Le fer à dorer se développe et se répand dans toute l'Europe très rapidement. Mais il va surtout connaître son tournant décisif au XVe siècle.
Dans l'Europe du XVe siècle, la Renaissance va également révolutionner le domaine des reliures, car les fers vont désormais être gravés en plein, azurés ou évidés, ce qui remplace les fers en creux. C'est une véritable révolution stylistique naissant en Italie qui sera importée en France par le trésorier général des Finances du Roi, Jean Grolier de Servières, né en 1479 à Lyon, mort le 22 octobre 1565 à Paris.
Histoire anecdotique sur Jean Grolier, c'est qu'il se mit en péril envers le roi, en ayant dilapidé les comptes royaux pour assouvir sa passion.
Ces fers prennent de nos jours le nom des styles « Alde » ou « Grolier », et sous l'Ancien Régime, on nommait ce style « vénitien ». La grande révolution de cette époque est l'emploi de la feuille d'or.
Le fer à dorer, comme nous le connaissons aujourd'hui, avec l'usage de la feuille d'or, naquit au vu des reliures coraniques en Perse et dans le monde arabe, ornées de motifs s'inspirant de la flore qui étaient peints ou dorés à chaud. L'introduction de ce type d'ornementation se fait par le retour des chevaliers en de la Terre sainte, les Croisés.
Les ouvrages musulmans dorés importés à Naples, et de manière plus importante à Venise, inspirent les imprimeurs de l'époque. Mais l'introduction des motifs se fait dans un premier temps au travers des vignettes dans les compositions typographiques, puis par l'arrivée d'artisans perses en Italie et à Venise.
Les « Aldus Manus », grande famille d'imprimeurs à Venise en leurs temps, sont très inspirés par leurs échanges avec le monde arabe. Car il faut se souvenir que durant cette époque la république de Venise a la particularité de pouvoir naviguer et de faire commerce en toute quiétude sur la Méditerranée. L'ornementation des publications « Alde Manus » est agrémentée de vignettes représentant les mêmes motifs « arabes » que ceux que l'on retrouve sur les reliures coraniques de l'époque et également ceux qui sont postérieurs à l'époque des Aldes.
Quant à l'introduction exacte de l'utilisation de la feuille d'or, elle reste un mystère de nos jours.
La seule chose que l'on constate est que les premiers livres comportant des dorures aux fers à dorer sont dus aux Perses qui maîtrisaient la technique depuis fort longtemps.
Le premier ouvrage doré en France est un livre conservé à la Bibliothèque nationale qui s'intitule La Couronne de Charles VIII qui fut exécuté pour Louis XII.
Une seule certitude, c'est que le fer à dorer et l'application de la feuille d'or apparaissent en Europe avec l'arrivée d'artisans perses en Italie et à Venise.
De la même manière que pour les cuirs dits « de Cordoue » étant introduits en Europe durant l'occupation de l'Espagne par les Maures, ces artisans pratiquant cet art venaient de la ville de Ghadamès, avant que la technique émigre dans les Flandres, qui se trouve être à l'époque faire partie de l'Empire colonial espagnol. Elle s'implante un peu plus tardivement mais durant la même période concernant les Cuirs dit « de Venise ».
Une interrogation subsiste donnant lieu à une l'hypothèse, d'où le parallèle avec les fers à dorer et l'application de la feuille d'or. C'est que l'origine du cuir dit « de Cordoue » provient probablement d'Asie car les cuirs qui nous en sont parvenus étaient parfois recouverts d'or. Puis la technique est donc parvenue en Libye (Ghadamès), puis en Espagne (Cordoue) et en la république de Venise.
Par la suite, l'outil en lui-même se fige. Seul le style évolue, à l'exception de la roulette ornementée qui apparaît vers le milieu du XVe siècle, a contrario des plaques apparaissant déjà sous la période monastique. Seule la roulette de type filet existe vers le XIIe siècle, qui sont par ailleurs très archaïques. Quant aux fers de type palette, ils apparaissent au début du XVIe siècle.
Autre injustice est que ce n'est pas la reliure qui a créé le doreur et propagé la dorure, car bien avant le livre, les objets en cuir étaient recouverts d'or par les corporations de « Cordouans » ou de « Gainiers ».

## Sur les types de fers à dorer

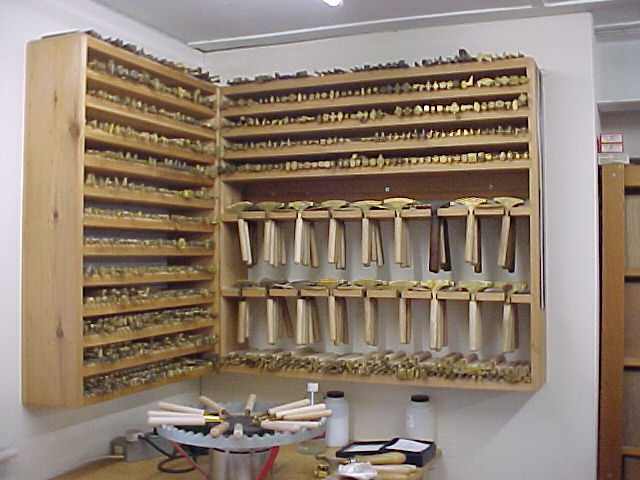
Fers à dorer

Il existe différentes dénominations terminologiques pour nommer un fer à dorer, qui sont les suivantes :
- Le Fleuron ou Petit Fer, pouvant être unique ou en paire, orné d'un motif.
- La Lettre à Tige, Lettre à Queue, comportant une lettre.
- Le Fer à filet, composé d'une courbe ou d'une ligne.
- La Plaque ou Plaque à Balancier.
- La Roulette Ornée, comportant un ou des motifs.
- La Roulette à Filet, composée d'une ou plusieurs courbes ou lignes.
- La Palette ornementée.
- La Palette à Filet, composée d'une ou plusieurs courbes ou lignes.

Concernant les graveurs, il s'agissait au début en France des « maîtres tailleurs graveurs de sceaux et cachets sur métaux » qui obtinrent statut par lettres de patente de Louis XI, en juin 1467. Puis, en 1751, d'autres corporations acquirent la possibilité de graver des fers à condition qu'ils aient une profession ayant trait aux métaux. Ce n'est qu'au XIXe siècle que graver des fers devint un métier à part entière avec la disparition des corporations. Il y a deux textes qui firent disparaître les corporations c’est la loi Le Chapelier et le décret d'Allarde qui mettent fin les 2 et 17 mars 1791.
Parmi les grands graveurs français du XIXe siècle, on retiendra : Adam, Bearel, Damote (XIXe siècle) (graveur de plaques à dorer), Damy, R. Haarhaus (XIXe siècle) (dessinateur, graveur et estampeur), Leclerc, G. Longien, Morand, Auguste Souze et Paul Souze (XIXe siècle) (dessinateurs et graveurs de plaques à dorer et à gaufrer).
Aujourd'hui, la quasi-totalité des fers sont produits à la machine au contraire des anciens fers qui étaient tous gravés à la main. Trois établissements de graveurs réalisent encore tous les travaux à la main en France au travers de la Maison Agry la Maison Alivon et l'Atelier Patrick Maugard dont le fondateur viens d'être élu meilleur ouvrier de France.
Toutefois ajoutons, qu’il y a eu des graveurs de fers à dorer, également aux États-Unis, au Royaume-Uni, en Allemagne, en Belgique, en Espagne, en Italie et en Pologne.